# Alhama de Almería
Alhama de Almería es una localidad y municipio español situado en la parte suroriental de la comarca de la Alpujarra Almeriense, en la provincia de Almería, comunidad autónoma de Andalucía. Limita con los municipios de Huécija, Alicún, Terque, Alhabia, Santa Fe de Mondújar y Enix. Cuenta con una población de 3878 habitantes (INE 2024). Por su término discurre el río Andarax.
El municipio alhameño comprende los núcleos de población de Alhama de Almería —capital municipal— y Huéchar.

## Toponimia
Alhama viene del árabe alhamman que se traduce por agua sagrada, lo que da a entender la relevancia que tuvo el llamado hoy día Balneario de San Nicolás que aún se conserva. La localidad se ha denominado a lo largo de su historia: Alhama la Seca, Alhama de Salmerón y Alhama de Almería.

## Geografía

### Ubicación
Su extensión superficial es de 26 km² y tiene una densidad de 140,5 hab./km². La localidad se encuentra situada a una altitud de 557 m sobre el nivel del mar y a una distancia de 25 km de la capital de provincia, Almería.
Además de la cabecera municipal, Alhama de Almería cuenta también otra entidad de población según el nomenclátor publicado por el Instituto Nacional de Estadística: Huéchar.
| Noroeste: Terque           | Norte: Alhabia | Nordeste: Santa Fe de Mondújar |
| Oeste: Alicún              |                | Este: Santa Fe de Mondújar     |
| Suroeste: Terque y Huécija | Sur: Enix      | Sureste: Enix                  |

### Riesgos naturales
El municipio de Alhama de Almería todavía no cuenta con un PTEL que cumpla con la Ley 5/2010 sobre autonomía local.

## Naturaleza
Por el término municipal, que se encuentra en el valle del Andarax en las estribaciones de la sierra de Gádor, discurre el río Andarax. Menos del 1 % del término municipal se encuentra protegido en la Zona de Especial Conservación (ZEC) de Ramblas del Gérgal, Tabernas y Sur de Sierra Alhamilla que destaca por su diversidad y paisajes singulares. Señalar la vía pecuaria Colada de la Loma de Palomar. También pertenece a la Zona de Especial Conservación Sierra de Gádor y Enix, que abarca más de 2600 hectáreas que suponen el 33 % del término municipal.

## Historia
En los alrededores del municipio, se hallan restos prehistóricos como la necrópolis de la Loma Galera, existiendo en el municipio limítrofe de Santa Fe de Mondújar el poblado de los Millares. Hay pruebas evidentes de la existencia de un asentamiento romano, como atestiguan numerosos hallazgos, sobresaliendo la aparición, en 1984, de una estatua de mármol de figura femenina, la Dama de Alhama, encontrada en las cercanías del manantial hidrotermal. Bajo el Frontón municipal se halló los restos de una imponente villa romana.[cita requerida]
Sobre la cristianización del municipio no existen dudas, pues también se hallaron restos de lucernarios con el característico Crismón (signo de Jesucristo). Desde antiguo perteneció a la diócesis de Urci (Pechina).[cita requerida]
La existencia de una fortaleza de carácter defensivo (que ocupa un promontorio a unos 50 m de las últimas casas del pueblo y que fue construida sobre un asentamiento de la Edad del Bronce), su enclave estratégico y sus baños termales contribuyeron a dotar de importancia y prestigio al pueblo. Esta fortaleza, conocida como Los Castillejos, construida a finales del siglo XIII, era el cuartel general del mítico Señor de Alhama, Azomar. Este árabe osó rebelarse contra el poderoso califa cordobés Abderramán III, muriendo tras una oposición de más de seis años.[cita requerida]
Al término de la Guerra de Granada los reyes concedieron mercedes para el pago de los servicios prestados a la Corona, de tal manera que Alhama, junto con otras diez poblaciones como Huécija y Terque, se integró en el señorío del Estado de Marchena otorgado a Gutierre de Cárdenas y Chacón, que en el siglo XVIII pasó a integrarse en la casa de Arcos.[cita requerida]

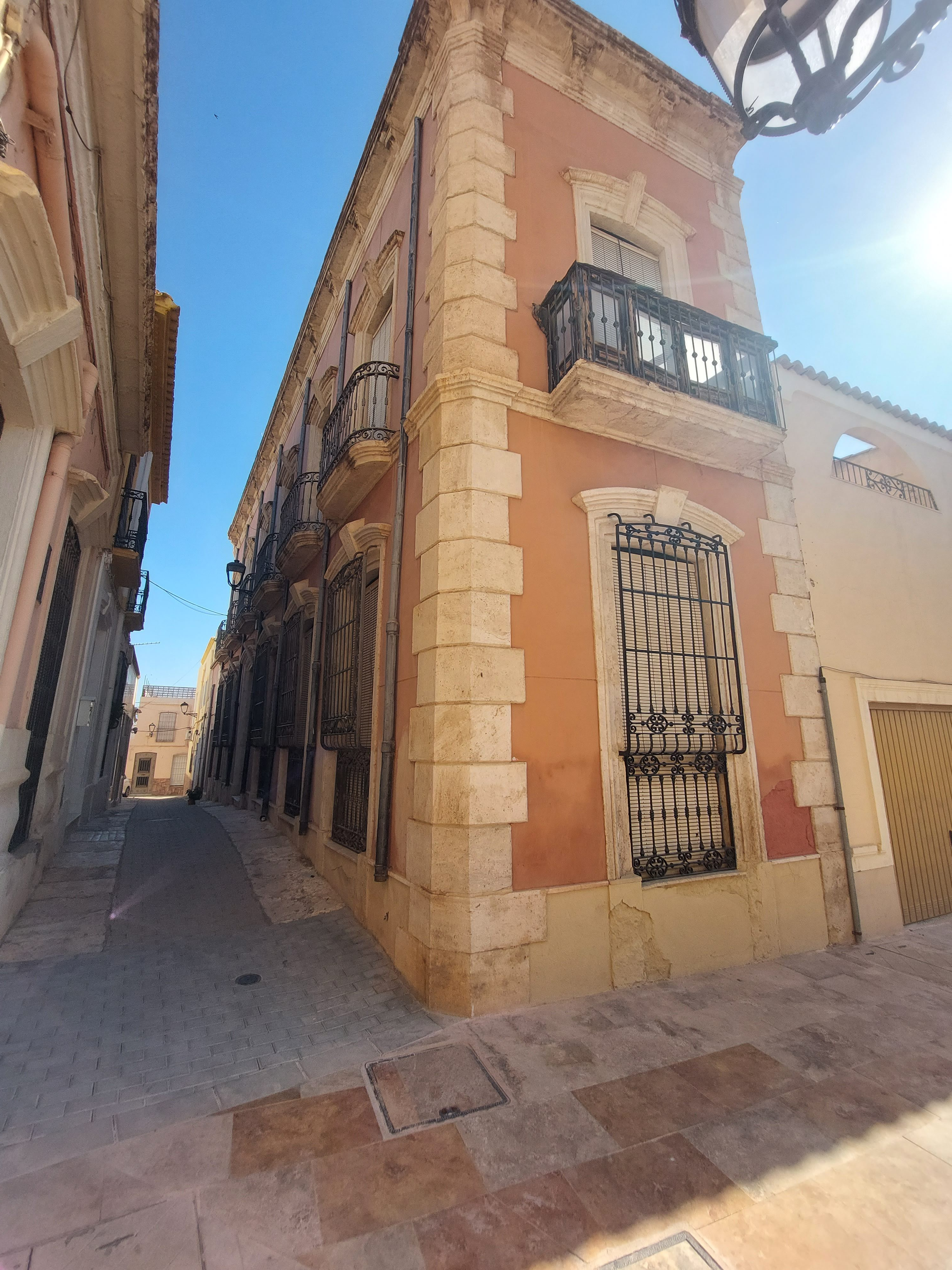
Calles de Alhama de Almería

A finales del siglo XIX se cultivó también en Alhama, como en el resto de poblaciones del valle del Andarax, la uva de Ohanes comercializada internacionalmente por vía marítima. Por Real Orden de 21 de abril de 1880, el municipio pasa de llamarse Alhama la Seca a Alhama de Almería. De 1890 data la estación Santa Fe-Alhama dentro de la línea Linares Almería construida fundamentalmente para la exportación de mineral de plomo por el puerto de Almería y que actualmente no presta servicio.

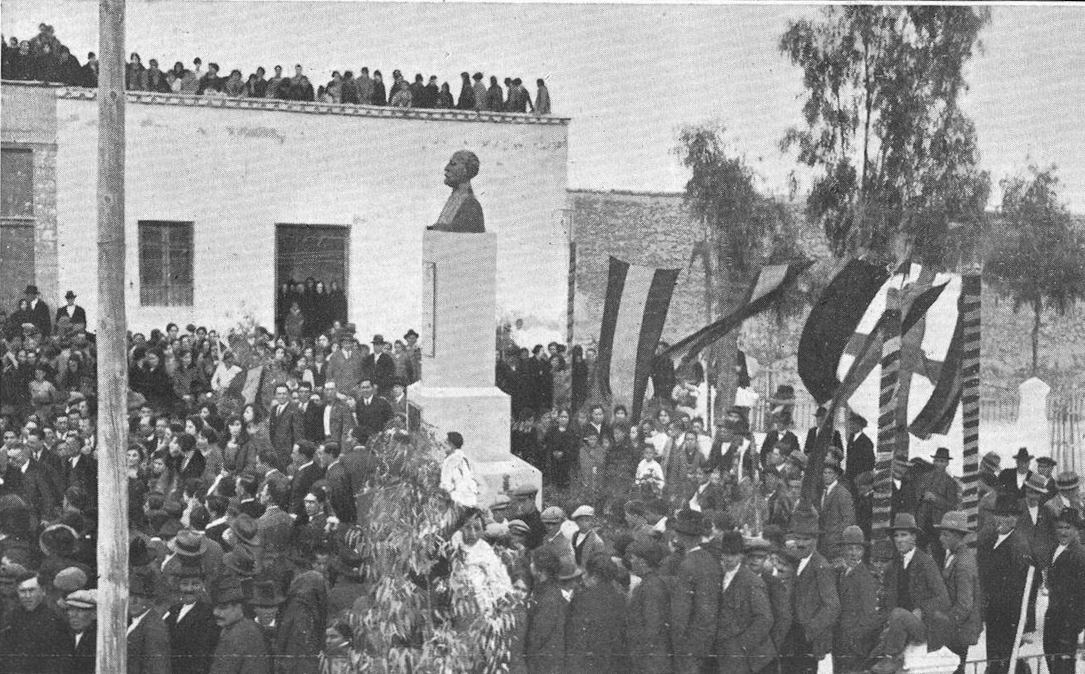
Inauguración en Alhama de Almería del monumento en recuerdo de Nicolás Salmerón

En 1873 el abogado y catedrático de filosofía alhameño Nicolás Salmerón fue nombrado presidente de la Primera República. De esta época señalar también la infraestructura civil del puente de los imposibles sobre el río Andarax.[cita requerida]
Durante el primer tercio del siglo XX se produjo la emigración de sus habitantes, sobre todo a América. Desde el 26 de octubre de 1932 pasaría a llamarse Alhama de Salmerón, para volver a Alhama de Almería el 8 de febrero de 1941 según el BOE. La emigración de mediados del siglo XX tuvo como destino las poblaciones industriales de Barcelona y países centroeuropeos como Francia, Holanda y Alemania. En lo años 60 el Balneario San Nicolás fue adquirido por el empresario afincado en Barcelona José Artés de Arcos, que realizó obras de rehabilitación.

## Demografía
Alhama de Almería cuenta con una población de 3878 habitantes (INE 2024).
| Gráfica de evolución demográfica de Alhama de Almería entre 1842 y 2021                                             |
| |
| Población de derecho según los censos de población del INE Población de hecho según los censos de población del INE |

Distribución de la población según su nacionalidad.
| Nacionalidad | Hombres | Mujeres | Total | %      | Proporción |
| ------------ | ------- | ------- | ----- | ------ | ---------- |
| Española     | 1670    | 1705    | 3375  | 90.1 % |            |
| Extranjera   | 210     | 159     | 369   | 9.9 %  |            |

### Comunicaciones

#### Carretera

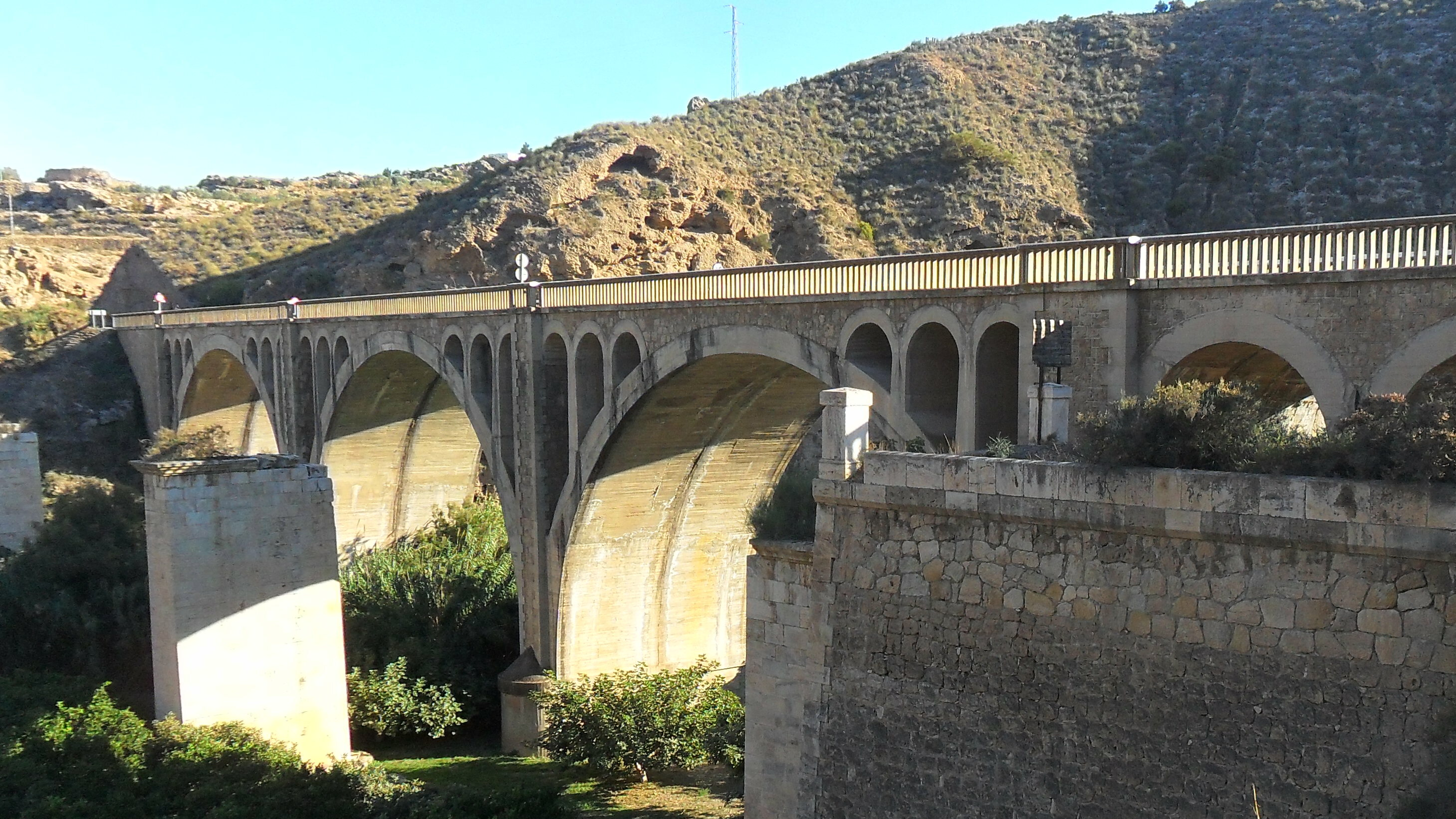
El Puente de los Imposibles, en Alhama de Almería.

Por el municipio discurren las siguientes carreteras:
- A-348 Carretera de la Alpujarra, une Benahadux con Lanjarón.
- A-391 Roquetas de Mar-Alicún. Une ambos municipios atravaesando la parte oriental de la sierra de Gádor. Es conocida popularmente como Carretera de Alicún.
- A 1075 Une la A-348 con los pueblos del valle del río Nacimiento.

#### Ferrocarril
La estación de ferrocarril más cercana es la de Almería, que se encuentra a 30,3 kilómetros.

#### Autobús
Existe una línea de autobús gestionada por ALSA que conecta al municipio con el de Almería, con 4 frecuencias diarias en días laborables y dos frecuencias en sábados, domingos y festivos.

#### Transporte aéreo
El aeropuerto más cercano es el de Almería, que se encuentra a 26,9 kilómetros.

#### Transporte marítimo
El puerto de pasajeros más cercano es el de Almería, que se encuentra a 29,7 kilómetros.

## Economía

#### Evolución de la deuda viva municipal
| Gráfica de evolución de Deuda viva del Ayuntamiento de Alhama de Almería entre 2008 y 2019                                |
| |
| Deuda viva del Ayuntamiento de Alhama de Almería en miles de Euros según datos del Ministerio de Hacienda y Ad. Públicas. |

## Servicios públicos

### Educación
Está dotado con el CEIP Inmaculada Concepción y el IES Cerro Milano además de un centro de educación de adultos. Al IES están adscritos alumnos procedentes de Huécija, Alicún, Gádor y Alhabia.

### Sanidad
En el municipio existe un centro de salud que pertenece al Distrito Sanitario de Almería y tiene como referente el Hospital Universitario Torrecárdenas.

### Otros equipamientos
Está dotado con un Centro de Defensa Forestal (CEDEFO) y un puesto de la Guardia Civil.

## Administración y política

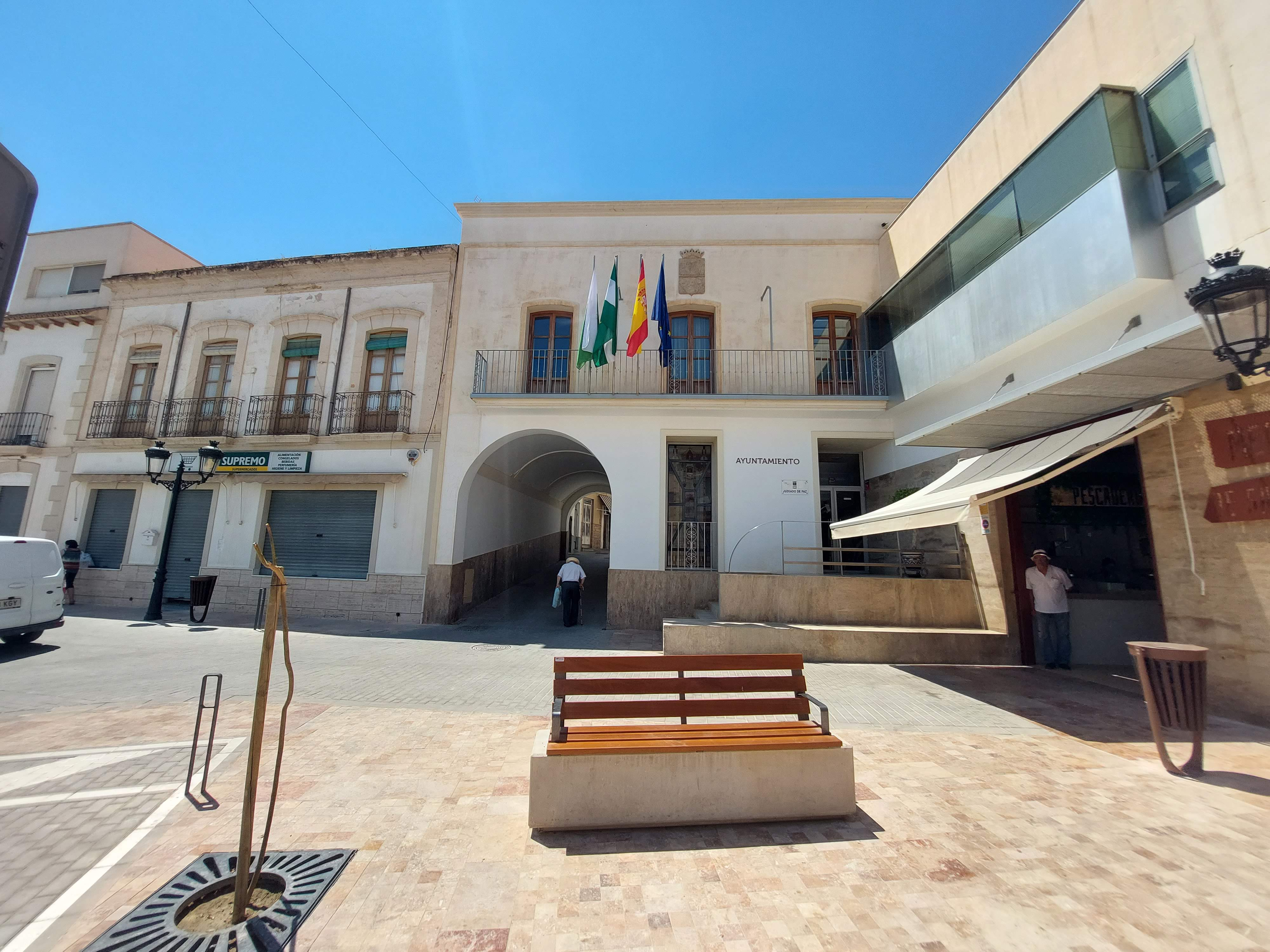
Casa Consistorial de Alhama de Almería

### Alcaldes
| Periodo   | Nombre                                                             | Partido                 |
| --------- | ------------------------------------------------------------------ | ----------------------- |
| 1979-1983 | José Antonio Picón García                                          | Agrupación de electores |
| 1983-1987 | Francisco Ruiz Orta                                                | Independientes          |
| 1987-1991 | Francisco Ruiz Orta                                                | PSOE                    |
| 1991-1995 | Francisco Ruiz Orta (1991) José Manuel Alonso Martínez (1992-1995) | PSOE                    |
| 1995-1999 | José Manuel Alonso Martínez                                        | PSOE                    |
| 1999-2003 | José Manuel Alonso Martínez                                        | PSOE                    |
| 2003-2007 | Juan Martínez Rodríguez                                            | PP                      |
| 2007-2011 | Francisco José Guil Cortés                                         | PSOE                    |
| 2011-2015 | Cristóbal Rodríguez López                                          | PP                      |
| 2015-2019 | Cristóbal Rodríguez López                                          | PP                      |
| 2019-2023 | Cristóbal Rodríguez López                                          | PP                      |
| 2023-act. | Cristóbal Rodríguez López                                          | PP                      |

## Cultura

### Patrimonio

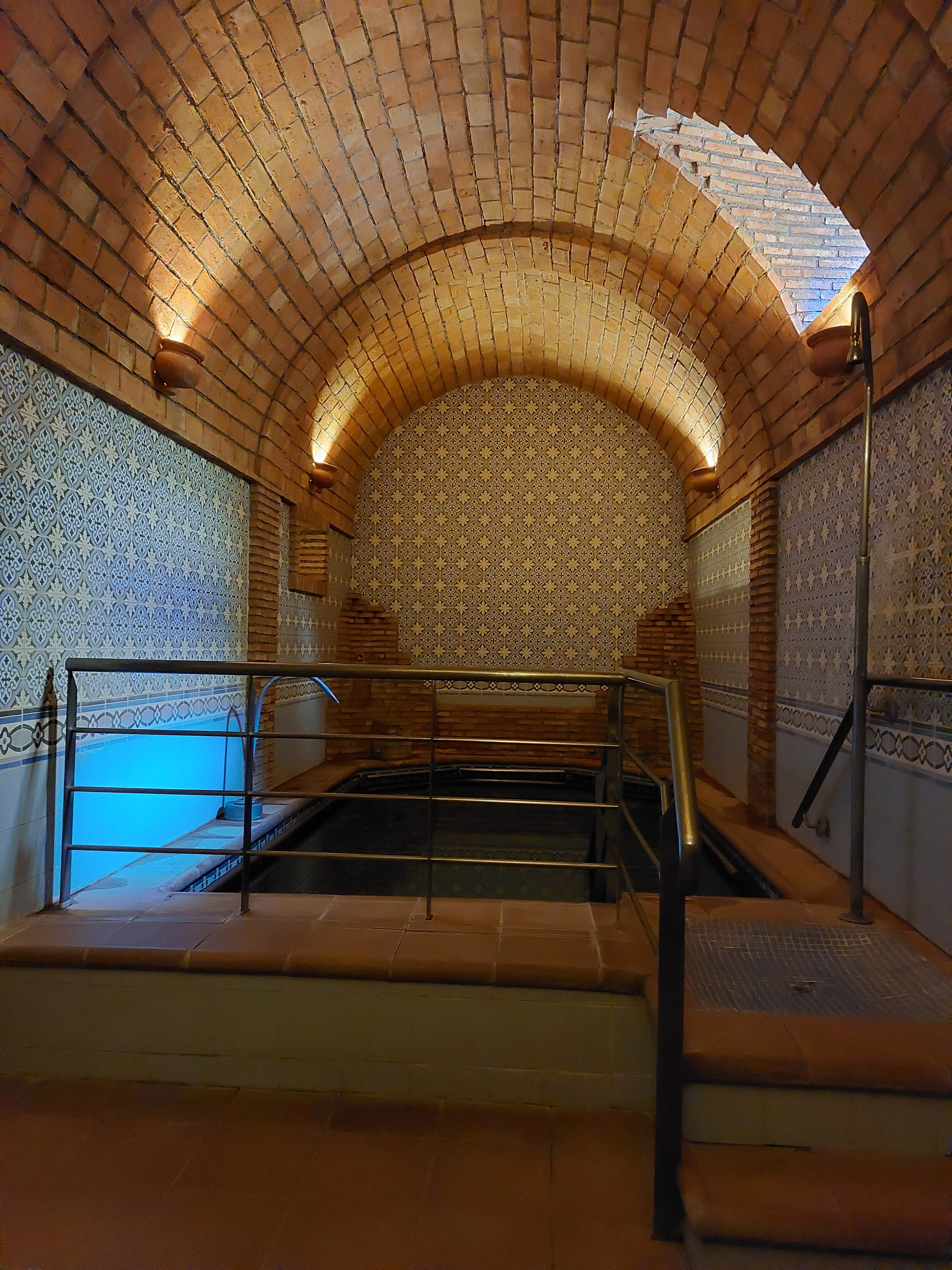
Interior del Balneario de San Nicolás

En el municipio existe una serie de yacimientos arqueológicos de la Edad del Cobre, algunos de ellos protegiso como BIC:
- Necrópolis megalítica de Loma de Galera:Yacimiento formado por 38 tumbas que datan del milenio III a. C.[19]
- Necrópolis megalítica de Alhama: Yacimiento ubicado en una meseta formado por 55 tumbas y 3 alineaciones.[20]
- Fortín 12. Millares: Yacimiento formado por restos estructurales y material cerámico de la Edad del Cobre.[21]

#### Civil
Uno de los principales hitos del municipio es La Puente que cruza el barranco del Moralillo, se trata de un puente de estilo neoclásico, 45 m de longitud y 25 de altura, destacan los 7 m de luz del vano central.
Otro edificio de patrimonio civil es el balneario de San Nicolás, construido en 1874, que sustituye a otras instalaciones que aprovecharon las aguas termales. Hubo uso de esas aguas en época romana y árabe, así como desde el siglo XVI. El edificio actual, terminando de ampliarse en 1881, fue dotado con numerososos departamentos de baños, con pilas de mármol de una sola pieza, todo toipo de dichas, baños de vapor y una balsa independiente para los pobres. También disponía de un salón social con espejos y piano, que fue epicentro de la vida social de la localidad.
La Casa Consistorial rehabilitada y ampliada entre 1996 y 2000, presenta diferentes fachadas a distintos rasantes, los volúmenes se organizan alrededor de sendos lucernarios que estructuran las circulaciones, sean pasillos o escaleras. Para la fachada se utilizó piedra de Alhama.

#### Militar
Existe los restos de una fortaleza del siglo XIII conocida como el Castillo de los Castillejos. Estaba constituido por un recinto amurallado que se adaptaba a las irregularidades del terreno al situarse sobre un cerro. Constaba de dos torreones cuadrados, uno en la parte más elevada del conjunto, y otro en la más baja. Se conservan lienzos de muralla, los restos de uno de los torreones y el arranque del otro. Los elementos estaban realizados en mampostería, unido con mortero de cal. El recinto interno tenía un suelo muy irregular de yeso y cal. También se disponían distintos compartimentos señalados por un muro. Existen materiales en superficiede vasijas de origen nazarí, otros restos de un yacimiento de la Edad del Cobre y alguno de sigilata romana.

#### Ermita de ánimas

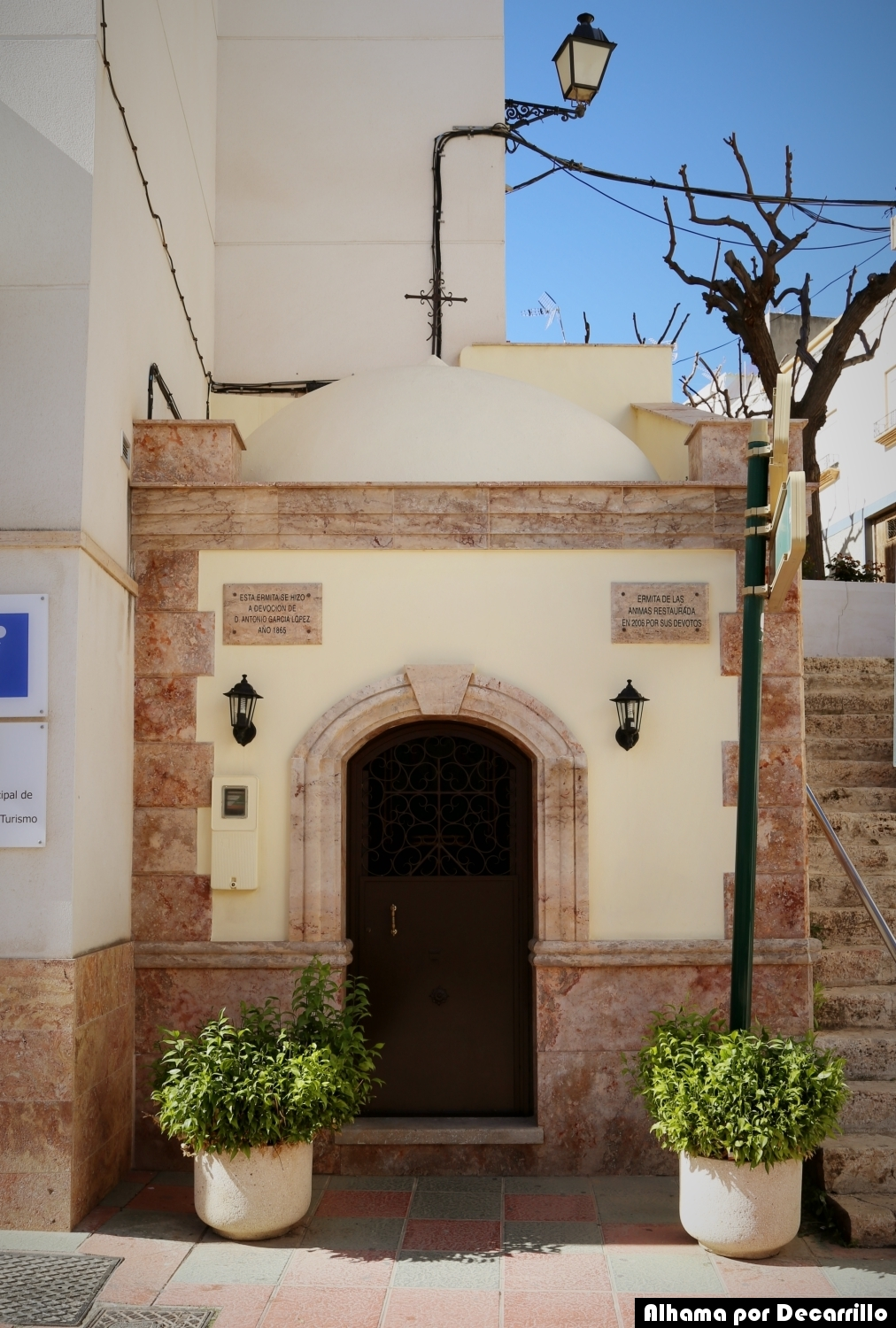
Ermita de ánimas

La ermita de ánimas de Alhama de Almería se encuentra integrada en el casco urbano, siendo titularidad del ayuntamiento del municipio. De construcción en forma de qubba, tiene una superficie cuadrangular de unos tres metros de largo y una cubierta de media naranja. Según una placa en su fachada, data del año 1865 y fue construida por el alhameño Antonio García López. Presenta en su interior una imagen de la Virgen del Carmen.

##### Iglesia San Nicolás de Bari

###### Historia

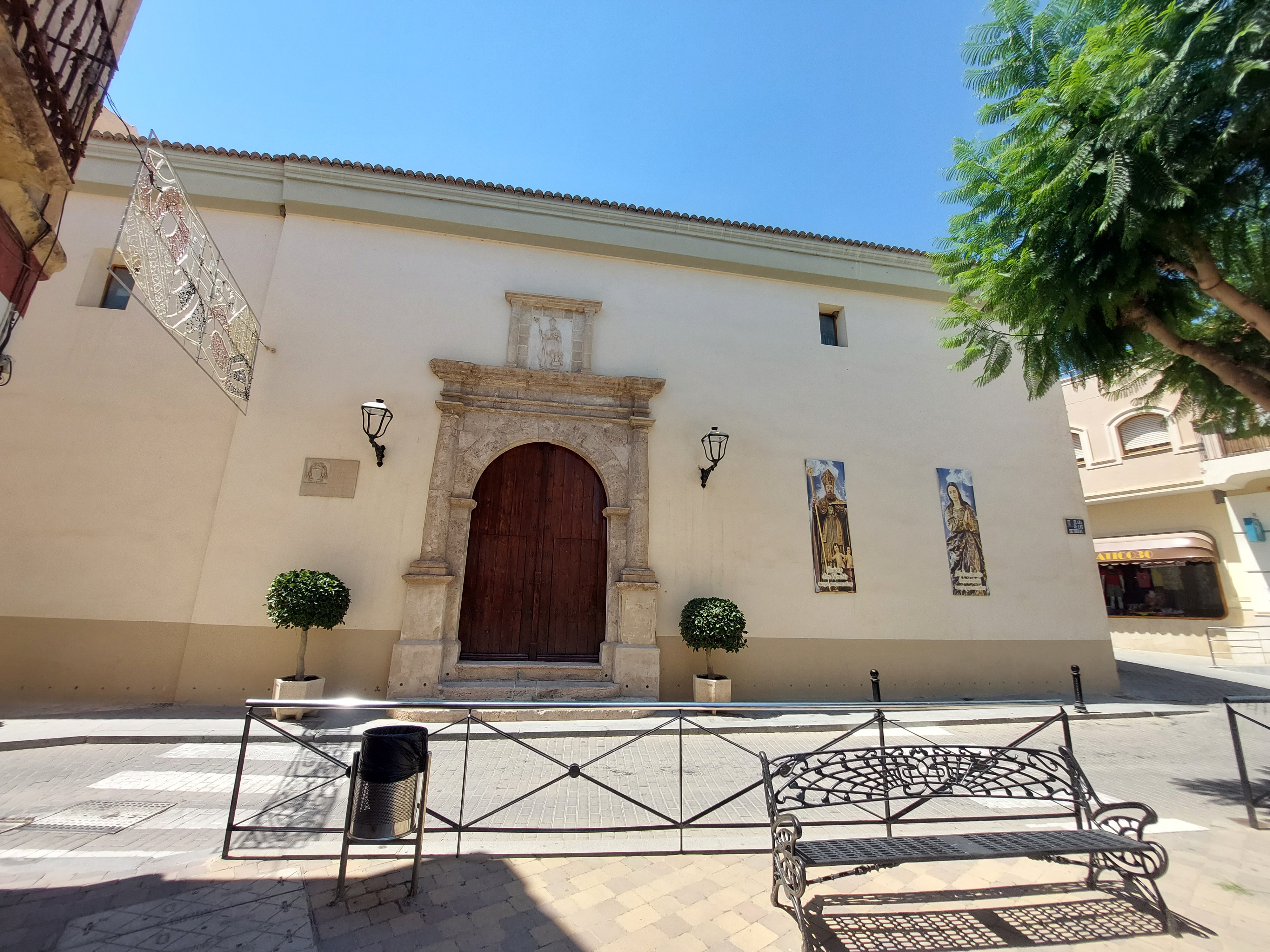
Portada de la iglesia

Tras la reconquista, el Papa Alejandro VI (1492-1503), creó la parroquia de Alhama mediante una Bula del 1 de julio de 1500, concediendo el Señorío a Gutierre de Cárdenas y sus sucesores. Desde un principio se consideró miembro de la diócesis de Almería, pero el Arzobispo Hernando de Talavera, como metropolitano en visita pastoral, incorporó estas tierras a su archidiócesis granadina. Tras su muerte, el deán de Almería, Francisco de Ortega se apresuró a tomar posesión de la parroquia el 27 de mayo de 1507, en nombre de su tío el Obispo Juan de Ortega (primer obispo almeriense tras la reconquista y que nunca se dignó a pisar su diócesis). Sin embargo, todas las parroquias pertenecientes al Señorío de los Cárdenas, incluida la de Alhama, continuó siendo parte de la archidiócesis de Granada. Hasta 1953 no volvió Alhama a ser parte de su primitiva diócesis almeriense, siendo su primer obispo Alfonso Ródenas (se hizo cargo de la diócesis entre 1947 y 1966).
Primeramente el culto se desarrolló en la Mezquita, dedicándose a Santa María de la Encarnación, según el deseo de la piadosa Reina Católica Isabel I de Castilla. Luis Mármol de Carvajal en su Historia de rebelión y castigo de los moriscos del Reyno de Granada, recoge que la prueba del levantamiento morisco en las Alpujarras (Pascua de 1568) que fue enviada al gobernador de Almería fue el misal roto de la Parroquia de Alhama.
El terremoto de 1522 y la Rebelión de las Alpujarras dieron el templo al traste, si bien en 1578 el Alfonso López de Carvajal, en nombre del Arzobispo Juan Méndez de Salvatierra, declaró que la iglesia se había salvado de la quema, aunque estaba hundida y convertida en corral de aves. La negación de los Señores de Cárdenas a reedificarla, atrasó mucho su reparación. El levantamiento morisco de 1568 acabó con la vida de los cristianos de Alhama, a cuya cabeza estaba el beneficiado Juan Luque. Todos se refugiaron en el torreón de los PP Agustinos de Huécija (que aún se conserva). Como los moriscos no podían llegar a ellos por la fortaleza de la torre, tomaron el piso bajo y levantaron una gran hoguera, martirizándolos a todos de esta cruel manera. En 1588 Jeronimo Briceño de Mendoza, compró al Rey, el cargo de Alférez Mayor del Consejo de Alhama para su hijo Iñigo Briceño de la Cueva 

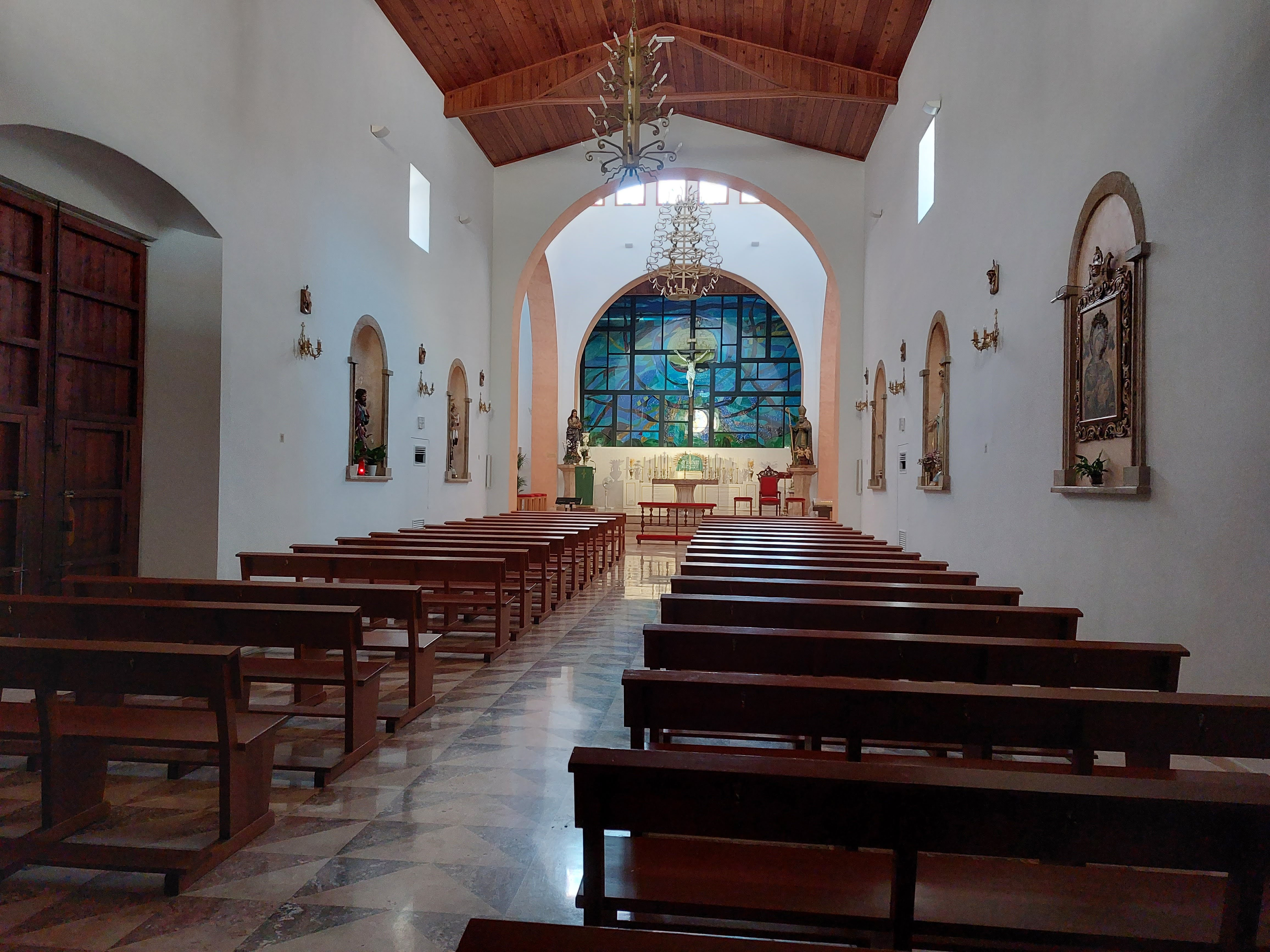
Interior de la iglesia

Finalmente, hacia 1650 se levantó una de nueva planta, modificada en 1747 ante las necesidades de una mayor población. Este templo, salvo la rapiña de los franceses, era el que existió casi intacto hasta 1936. Un precioso artesonado mudéjar lo cerraban a los vientos. Para entonces el templo se consagró a San Nicolás de Bari.
El Siervo de Dios, Federico Salvador Ramón (1867-1931), fundador de las Esclavas de la Inmaculada Niña (Divina Infantita) y en proceso de beatificación, fue párroco de Alhama en 1927. El actual pro vicario general de la diócesis, así como vicario para la Acción Pastoral y clero y canónigo de la S. A. I. Catedral de la Encarnación de Almería, el presbítero fondonero Juan José Martín Campos fue también párroco de Alhama. De esta parroquia han salido tres presbíteros: Rafael Zurita Jiménez, Rector del Santuario de Ntra. Sra. del Saliente, arcipreste de Albox y párroco de Santa María de Albox; Francisco Escámez Mañas, canónigo archivero de la S. A. I. Catedral de la Encarnación de Almería y párroco de Santiago el Mayor de Almería y Antonio Jesús Saldaña Martínez, párroco de Cristo Resucitado de Puente del Río y de Ntra. Sra. Santa María de la Vega de La Curva. La Guerra Civil convirtió al templo en el mercado municipal, quemando todas las imágenes y ropas litúrgicas, si bien el Archivo pudo salvarse engañando a los incendiarios, que se contentaron con un único libro. La guerra civil española (1936-1939) no se cobró ningún mártir, pues el mismo presbítero fue puesto en alerta por sus verdugos. Tras la contienda, con gran esfuerzo, volvieron a recuperarse enseres de culto e incluso José Artés de Arcos (natural de Alhama) donó un espléndido retablo. El mal estado del artesonado, y la penuria del tiempo, unido a las exigencias que se creía pedía el Concilio Vaticano II, obligaron al párroco Andrés Anés a llevar, en 1968, a cabo una nueva reforma. Finalmente el templo, libre de imágenes (excepto la de los santos patronos y el crucifijo), así como retablos, tribunas o púlpitos, presentó una planta de cruz latina, sobria y clara. El obispo Ángel Suquía bendijo el reformado templo en 1969.
En 2005, el párroco Rafael García Yebra, comenzó una nueva reforma que continuó el siguiente párroco Juan José Martín Campos y posteriormente Ángel Beltrán Velasco. Gracias a la generosidad de José Antonio Picón, Hijo Predilecto del Pueblo, y gracias al valor e ilusión del párroco, Ángel Beltrán Velasco, se retomaron las obras con mayor vigor. Se llevó a cabo un ambicioso proyecto de rehabilitación del templo. Se instaló un moderno sistema anti-humedad, calefacción, megafonía, iluminación, solado, revestimiento de paredes, retablo, baptisterio, lámparas, revestimiento de techumbre, mobiliario. El excelente resultado dejó un templo de aspecto contemporáneo, formado por elementos elaborados del municipio, como el hierro, el vidrio, el mármol y la madera. Actualmente, la iglesia parroquial de San Nicolás de Bari de Alhama de Almería es un referente artístico de destacada importancia en la diócesis de Almería. Actualmente, el párroco de Alhama se encarga de las parroquias de Huécija, Alicún y Bentarique. Las antiguas cofradías son sustituidas por pujantes Mayordomías. La vitalidad parroquial se percibe en los numerosos grupos de catequesis que imparte un gran número de mujeres dirigidas por el párroco. El 20 de febrero de 2007 quedó constituido su Consejo Pastoral Parroquial. Entre los años 2009 a 2012 los Padres Agustinos Recoletos (O.A.R.) se hicieron cargo de la Parroquia. Rafael Rodríguez Sierra, presbítero diocesano, es el actual párroco.
El 29 de noviembre de 2008, día en que comienza el Septenario a los Santos Patronos, se fijó la fecha para la Consagración y Dedicación de la Iglesia y el Altar. A pesar del frío y las amenazas de lluvia, toda la liturgia católica se desplegó para solemnizar el rito y la Santa Misa. Monseñor González Montes, Obispo de Almería, presidió una emocionante y dignísima celebración litúrgica. Además, el Sr. Obispo quiso participar en la ilusión de los hijos de Alhama, obsequiándolos con una reliquia de San Isidoro de Sevilla, colocada junto a las otras bajo el altar.

###### San Nicolás de Bari
El culto a este obispo turco del s. IV, fomentó desde tiempo inmemorial en Alhama, hasta llegar a ser el titular de la Parroquia. El 28 de enero de 1704 se fundó su Cofradía, que en noviembre de 1783 consiguió la rúbrica del Arzobispo que declaraba patrón de Alhama a San Nicolás de Bari, tras la votación de todo el pueblo (incluidas las mujeres y niños). Actualmente la Asociación Cultural San Nicolás de Bari se ocupa de velar por esta secular tradición, si bien se están dando los pasos para constituir una Hermandad.
La imagen primitiva del Santo ardió en 1936, sustituyéndose por otra de estilo bizantino, rechazada por el pueblo que quería una imagen barroca como la pérdida. En 1949 la actual imagen fue donada por Mario López (natural de Alhama), espléndida talla estofada en oro del imaginero sevillano Antonio Castillo Lastrucci.
Los cultos a San Nicolás de Bari, siempre unidos a los de la Inmaculada Concepción de la Virgen, decaídos a finales de los setenta se retomaron en los ochenta y cada año toman nuevo vigor. Actualmente se realiza un septenario y solemnes Misas y procesiones los días 6 y 8 de diciembre. El 6 de diciembre de 2005 la celebración de San Nicolás de Bari fue presidida, por primera vez, por el obispo de la diócesis, ya que tuvo la caridad de presidirla Adolfo González Montes.

###### Capillas
Además del templo, existen otros lugares donde se realiza el culto el día de su titular (Santa Misa y procesión), realizándose antes alguna devoción y festejos típicos (verbenas). De todo esto se encargan los Mayordomos, que recogiendo limosnas mantienen las ermitas y sufragan la fiesta. Normalmente, en estas fiestas, suelen repartirse roscos o panecillos bendecidos por el sacerdote, guardándose al menos uno de los obtenidos durante un año para que la prosperidad no falte a la casa que los guarda.
Existen dos Mayordomías dedicadas a la Santa Cruz (3 de mayo), de gran tradición; sobresale la de San Antonio de Padua (13 de junio) que comenzó en el s. XVIII y la romería de la Virgen del Río (fuera del casco urbano), donde se celebra la Asunción de Ntra. Sra. (15 de agosto); es muy típica la de San Marcos Evangelista (25 de abril), donde tiene lugar la bendición de los animales. Recientemente se fundó la de San Juan el Bautista (24 de junio), cuya futurista ermita, obra de la joven arquitecta local Mª Dolores Martínez López, fue bendecida el 23 de junio de 2007.
Mención aparte merece la de las Ánimas Benditas del Purgatorio, bajo la protección de Ntra. Sra. del Carmen. Alejada de fiestas y cultos, es la más visitada por todos los alhameños de toda condición, que dejan generosas limosnas por los fieles difuntos y los que aún viven. Otrora poderosa Hermandad (llegó incluso a poseer los Baños, actual Balneario), sus bienes se limitan hoy en día a la ermita del s. XIX, pero muy reformada.

### Entidades culturales

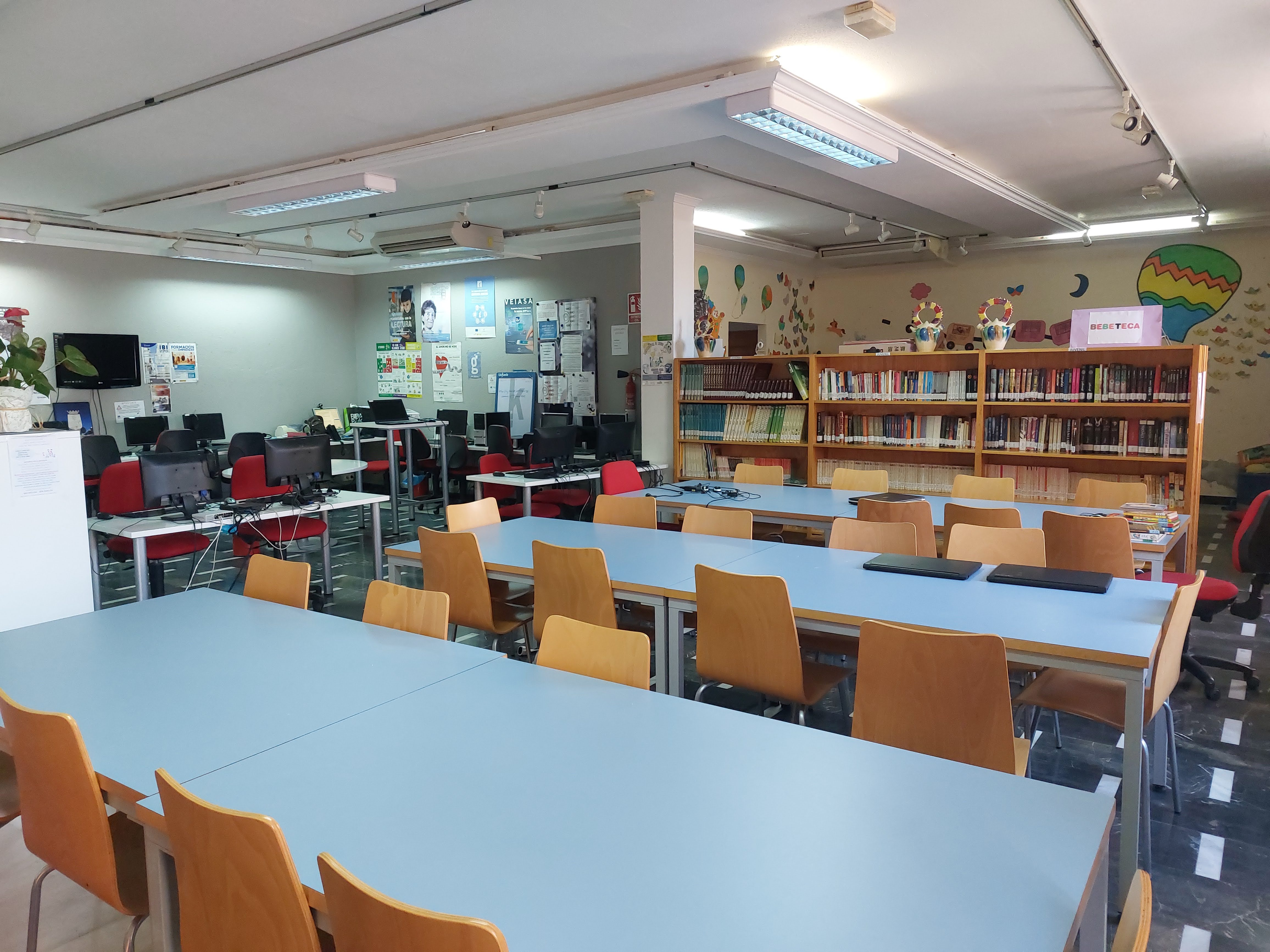
Interior de la biblioteca

Existe una biblioteca llamada "Nicolás Salmerón" abierta cinco días en semana, ubicación también del Centro Guadalinfo.
De 1995 data la publicación cultural El Eco de Alhama.

### Patrimonio Cultural Inmaterial

#### Semana Santa
Si bien la Semana Santa, decayó significativamente en los años sesenta, su popularidad se ha recuperado. Es de destacar la afluencia al Vía Crucis de la madrugada del Viernes Santo, muy sobrio. Lo que más sobresale es la procesión del Domingo de Resurrección, la del Niño Dios, que ante la devoción de los alhameños debe anunciarse en la Vigilia Pascual para calmar los ánimos. Esta emotiva tradición, que hacía las delicias del mismísimo y anticlerical Salmerón, consiste en procesionar al son de pasodobles una imagen del Niño Dios (ataviado con un racimo de uvas que simboliza el municipio) y otra de su Madre Santísima, entre carreras y gozosos bailes y encuentros de las imágenes mientras los alhameños se encargan de que no cese una enorme lluvia de papelitos. Prohibida, por considerarse obsceno el típico grito de: ¡Viva la pítica del Niño Dios! que suele decirse en la procesión, se recuperó ante la insistencia del pueblo en 1977.

### Fiestas populares
- Candelaria (2 de febrero), que conmemora la Presentación del Niño Jesús al Templo y la Purificación de María. En ella tiene lugar la presentación de los bebés y la bendición de sus madres. Igualmente se sortea entre los niños la conocida como torta de la Virgen (una tarta de muchos pisos) y dos pichones (en alusión a la ofrenda de San José de Nazaret por el Niño Jesús en el Templo de Jerusalén) entre los recién nacidos.
- Víspera de San Antonio Abad (16 de enero), se reúnen los vecinos por barrios y acumulan maderas y objetos fuera de uso para prenderlos por la noche, mientras observan el espectáculo de fuego con cantos típicos y dulces. Esta fiesta se conoce como las barbas de San Antón.
- Carnaval: festividad retomada con nuevo vigor donde las comparsas recorren las calles del municipio satirizando los sucesos de todo el año. En 2008 Alhama acogió el Carnaval Provincial.[31]
- Fiestas de San Marcos el 25 de abril.[32]
- Jueves lardero. En este día las excursiones al campo y los cortijos son los protagonistas, junto con los tradicionales dulces conocidos como papaviejos.
- Fiestas de verano.
- Triduo de los días 25, 26 y 27 de noviembre en honor a Ntra. Sra. de la Medalla Milagrosa ha fomentando con ahínco e ilusión esta devoción mariana, agrupando a un considerable número de personas durante todo el año que se dedican a actividades piadosas.
- Fiestas patronales en honor a San Nicolás de Bari y la Inmaculada Concepción los días 6 y 8 de diciembre.

## Deportes
Dentro de la Copa Provincial de CxM se celebra la prueba CxM La Rosquilla.
Existe un sendero homologado, el PR-A 359, que transcurre por la sierra de Gádor, de tipo circular y con una longitud de 11,4 kilómetros.

## Localidades hermanadas
En el año 2015 en Pleno se aprobó el hermanamiento con el resto de Alhamas de España:
- Alhama de Granada (España)
- Alhama de Murcia (España)
- Alhama de Aragón (España)